# 225 (số)
225 (hai trăm hai mươi năm) là một số tự nhiên ngay sau 224 và ngay trước 226.